# Пломин
Пломин (лат. Flanona) је градић у Хрватској, изграђен на темељима некадашњег илирско-римског града Фланоне.

## Географија
Пломин се налази у источном делу Истре, на територији општине Кршан, 11 km северно од Лабина.

## Историја
На крају места, са погледом на Пломински залив, налази се црква Св. Јурја Старог из 11. века. На зиду цркве крије се најстарији глагољашки натпис у Истри, „Пломински натпис“. Жупна црква Блажене Дјевице, позната и као Св. Јурај млади, подигнута је 1474. године.
У близини жупне цркве 1650. године подигнута је градска ложа у знак важности Пломина, који је наком потпадања под Венецију 1420. године делио заједничког подестата (градску управу) са Лабином.

## Демографија
Према попису становништва из 2001. године Пломин има 124 становника.

## Занимљивости
- Термоелектрана у Пломину има оџак висок 340 m, највиша конструкција у Хрватској.